# Jackson Rodríguez
Pour les articles homonymes, voir Rodríguez.
Rodríguez  Ortiz est un nom espagnol. Le premier nom de famille, en général paternel, est Rodríguez ; le second, en général maternel, souvent omis, est Ortiz.
Jackson Jesús Rodríguez Ortiz, né le 25 février 1985 à Rubio, est un coureur cycliste vénézuélien.

## Palmarès
- 2004
  -  Champion panaméricain sur route espoirs
- 2005
  - 5e étape du Tour du Táchira
- 2006
  - 11e étape du Tour du Táchira
  - 2e étape du Tour de Cuba
  - 5e étape du Tour du Venezuela
  - 7e étape du Clásico Ciclístico Banfoandes
- 2007
  - 2e étape de Tour du Táchira (contre-la-montre par équipes)
  -  Médaillé d'argent du championnat panaméricain sur route espoirs
  - 3e du Tour du Táchira
- 2008
  - 6e étape de la Vuelta a la Independencia Nacional
  - 1re étape du Tour de l'Alentejo
  - 2e étape du Tour du Venezuela
- 2009
  - Tour du Mexique :
    - Classement général
    - 2e étape

  - 3e étape du Clásico Virgen de la Consolación de Táriba
  - 3e du Tour de Langkawi
  - 3e du Grand Prix de l'industrie et de l'artisanat de Larciano
- 2010
  - 5e étape du Tour de San Luis
- 2011
  - 1reb étape de la Semaine internationale Coppi et Bartali (contre-la-montre par équipes)
- 2012
  - 5e étape du Tour du Venezuela
  - 3e du championnat du Venezuela sur route
- 2013
  - 6e et 9e étapes du Tour du Venezuela
- 2014
  -  Médaillé de bronze de la course en ligne des Jeux sud-américains
- 2016
  - 10e étape du Tour du Táchira
- 2017
  - 2e étape du Tour du Táchira

## Résultats sur les grands tours

### Tour d'Italie
6 participations
- 2009 : 26e
- 2010 : 51e
- 2011 : abandon (9e étape)
- 2012 : 49e
- 2013 : 50e
- 2014 : 86e

## Classements mondiaux
| Année            | 2005 | 2006 | 2007 | 2008 | 2009 | 2010 | 2011 | 2012   | 2013 | 2014 | 2015 | 2016 | 2017 |
| ---------------- | ---- | ---- | ---- | ---- | ---- | ---- | ---- | ------ | ---- | ---- | ---- | ---- | ---- |
| UCI America Tour | 98e  | 38e  | 37e  | 102e | 18e  | 56e  |      | 87e    | 73e  | 390e | 234e | 295e | 110e |
| UCI Asia Tour    |      |      |      | 48e  | 52e  |      |      | 94e    | 258e |      |      |      |      |
| UCI Europe Tour  |      |      |      | 189e | 376e | 301e | 269e | 1 194e | 918e |      |      |      |      |